# 鉝
鉝，是一種人工合成的化學元素，其化學符號为Lv，原子序數为116。鉝是一種放射性極強的超重元素，所有同位素的半衰期都極短，極為不穩定，其最長壽的已知同位素為鉝-293，半衰期僅約60毫秒。鉝不出現在自然界中，只能在實驗室內以粒子加速器人工合成，於2000年用鈣(48Ca)離子撞擊鋦而發現。至今約有30個鉝原子被探測到，其中一些為直接合成的，其餘則是鿫的衰變產物。
鉝元素是以美國的勞倫斯利佛摩國家實驗室（英語：Lawrence Livermore National Laboratory，LLNL）命名，該實驗室與俄羅斯杜布納的杜布納聯合原子核研究所合作，在西元2000至2006年之間的實驗中發現了此元素。該實驗室的名稱中包含了它所在的城市之名，即加利福尼亞州的利佛摩；而該城市是以農場主兼地主羅伯特·利佛摩（英語：Robert Livermore）所命名。此元素的名稱在西元2012年5月30日被IUPAC採用。
在元素週期表中，鉝是位於p區的錒系後元素，屬於第7週期、第16族（氧族），是已知最重的氧族成員。由於沒有足夠穩定的同位素，因此目前未能通過化學實驗來驗證鉝的性質是否符合釙的較重同族元素。根據計算，鉝的一些特性與其同族的較輕元素（氧、硫、硒、碲、釙）相近，且屬於後過渡金屬，儘管計算也顯示鉝的某些性質可能和同族元素有較大差異。

## 概论

### 超重元素的合成
超重元素的原子核是在两个不同大小的原子核的聚变中产生的。粗略地说，两个原子核的质量之差越大，两者就越有可能发生反应。由较重原子核组成的物质会作為靶子，被较轻原子核的粒子束轰击。两个原子核只能在距离足够近的时候，才能聚变成一个原子核。原子核都带正电荷，会因为静电排斥力而相互排斥，所以只有两个原子核的距离足够短时，强核力才能克服这个排斥力并发生聚变。粒子束因此被粒子加速器大大加速，以使这种排斥力与粒子束的速度相比变得微不足道。施加到粒子束上以加速它们的能量可以使它们的速度达到光速的十分之一。但是，如果施加太多能量，粒子束可能会分崩离析。
不过，只是靠得足够近不足以使两个原子核聚变：当两个原子核逼近彼此时，它们通常会融為一體约10−20秒，之後再分開（分開後的原子核不需要和先前相撞的原子核相同），而非形成单一的原子核。这是因为在尝试形成单个原子核的过程中，静电排斥力会撕开正在形成的原子核。每一对目标和粒子束的特征在于其截面，即两个原子核彼此接近时发生聚变的概率。这种聚变是量子效应的结果，其中原子核可通过量子穿隧效應克服静电排斥力。如果两个原子核可以在该阶段之后保持靠近，则多个核相互作用会导致能量的重新分配和平衡。
两个原子核聚变产生的原子核处于非常不稳定，被称为复合原子核的激发态。复合原子核为了达到更稳定的状态，可能会直接裂变，或是放出一些中子来带走激发能量。如果激发能量太小，无法放出中子，复合原子核就会放出γ射线来带走激发能量。这个过程会在原子核碰撞后的10−16秒发生，并创造出更稳定的原子核。原子核只有在10−14秒内不衰变，IUPAC/IUPAP联合工作小组才会认为它是化学元素。这个值大约是原子核得到它的外层电子，显示其化学性质所需的时间。

### 衰变和探测
粒子束穿过目标后，会到达下一个腔室——分离室。如果反应产生了新的原子核，它就会存在于这个粒子束中。在分离室中，新的原子核会从其它核素（原本的粒子束和其它反应产物）中分离，到达半导体探测器后停止。这时标记撞击探测器的确切位置、能量和到达时间。这个转移需要10−6秒的时间，因此原子核需要存在这么长的时间才能被检测到。若衰变發生，衰變的原子核被再次记录，并测量位置、衰变能量和衰变时间。
原子核的稳定性源自于强核力，但强核力的作用距离很短，随着原子核越来越大，强核力对最外层的核子（质子和中子）的影响减弱。同时，原子核会被质子之间，范围不受限制的静电排斥力撕裂。强核力提供的核结合能以线性增长，而静电排斥力则以原子序数的平方增长。后者增长更快，对重元素和超重元素而言变得越来越重要。超重元素理论预测及实际观测到的主要衰变方式，即α衰变和自发裂变都是这种排斥引起的。几乎所有会α衰变的核素都有超过210个核子，而主要通过自发裂变衰变的最轻核素有238个核子。有限位势垒在这两种衰变方式中抑制了原子核衰变，但原子核可以隧穿这个势垒，发生衰变。
放射性衰变中常产生α粒子是因为α粒子中的核子平均质量足够小，足以使α粒子有多余能量离开原子核。自发裂变则是由静电排斥力将原子核撕裂而致，会产生各种不同的产物。随着原子序数增加，自发裂变迅速变得重要：自发裂变的部分半衰期从92号元素铀到102号元素锘下降了23个数量级，从90号元素钍到100号元素镄下降了30个数量级。早期的液滴模型因此表明有约280个核子的原子核的裂变势垒会消失，因此自发裂变会立即发生。之后的核壳层模型表明有大约300个核子的原子核将形成一个稳定岛，其中的原子核不易发生自发裂变，而是会发生半衰期更长的α衰变。随后的研究发现预测存在的稳定岛可能比原先预期的更远，还发现长寿命锕系元素和稳定岛之间的原子核发生变形，获得额外的稳定性。对较轻的超重核素以及那些更接近稳定岛的核素的实验发现它们比先前预期的更难发生自发裂变，表明核壳层效应变得重要。
α衰变由发射出去的α粒子记录，在原子核衰变之前就能确定衰变产物。如果α衰变或连续的α衰变产生了已知的原子核，则可以很容易地确定反应的原始产物。因为连续的α衰变都会在同一个地方发生，所以通过确定衰变发生的位置，可以确定衰变彼此相关。已知的原子核可以通过它经历的衰变的特定特征来识别，例如衰变能量（或更具体地说，发射粒子的动能）。然而，自发裂变会产生各种分裂产物，因此无法从其分裂产物确定原始核素。

## 歷史

### 失敗的合成嘗試
對116號元素的第一次搜尋，是由Ken Hulet與他的團隊在西元1977年於勞倫斯利佛摩國家實驗室（LLNL）執行，他們利用了248Cm與48Ca的反應，但當時偵測不到任何鉝原子。1978年，尤里·奧加涅相與他的團隊也在杜布納聯合原子核研究所的Flerov Laboratory of Nuclear Reactions (FLNR)嘗試做該反應，但也沒有成功。1985年，柏克萊與Peter Armbruster在GSI的團隊合作實驗，實驗結果也是否定的，該次實驗中計算出的截面極限是10–100皮靶。然而，在杜布納，與48Ca有關的反應持續在進行（48Ca已被證明在用natPb+48Ca的反應合成鍩的實驗中很有用）。西元1989年，超重元素分離器被開發出來。西元1990年，開始了靶材料的尋找及與LLNL的合作。西元1996年，開始生產更高強度的48Ca粒子束。西元1990年代，完成了靈敏度高出3個數量級的長期實驗的準備。這些工作直接導致了有錒系元素靶與48Ca的反應中，元素112至118的新同位素的產生，也導致了元素週期表中最重的五個元素（鈇、鏌、鉝、鿬、鿫）的發現。
1995年，Sigurd Hofmann領導的國際團隊在德國達姆施塔特的Gesellschaft für Schwerionenforschung (GSI) 嘗試合成116號元素。他們執行鉛-208的靶與硒-82的入射粒子之間的輻射捕獲反應。在反應之中，複合核以純粹的伽馬發射（不發射中子）而去激發。此反應並無偵測到116號元素的原子。
1998年尾，波兰物理学家羅伯特·斯莫蘭楚克发表了合成包括118和116号元素在内的超重元素的计算。计算显示在严格控制的环境下，铅与氪的核聚变可以产生这两个元素。1999年，劳伦斯伯克利国家实验室利用这些预测，宣布合成了118和116号元素，并把论文发布到《物理评论快报》，不久后结果登上《科学》。研究团队宣称成功完成以下核反应：
86
36Kr
 + 208
82Pb
 → 293
118Og
 + 
n

293
118Og
 → 289
116Lv
 + α
翌年，由于其它实验室及劳伦斯伯克利国家实验室本身都未能重复这些结果，研究团队因此撤稿。2002年6月，实验室主任宣布原先两个元素的发现结果建立在第一作者维克托·尼诺夫所假造的数据上。

### 發現
2000年7月19日，位於俄羅斯杜布納聯合核研究所（JINR）的科學家使用48Ca離子撞擊248Cm目標，探測到鉝原子的一次α衰變，能量為10.54 MeV。結果於2000年12月發佈。由於292Lv的衰變產物和已知的288Fl關聯，因此這次衰變起初被認為源自292Lv。然而其後科學家把288Fl更正為289Fl，所以衰變來源292Lv也順應更改到293Lv。他們於2001年4至5月進行了第二次實驗，再發現兩個鉝原子。
{\displaystyle \,_{20}^{48}\mathrm {Ca} +\,_{96}^{248}\mathrm {Cm} \to \,_{116}^{296}\mathrm {Lv} ^{*}\to \,_{116}^{293}\mathrm {Lv} +3\,_{0}^{1}\mathrm {n} }
在同樣的實驗裏，研究人員探測到鈇的衰變，並將此次衰變活動指定到289Fl。在重複進行相同的實驗後，他們並沒有觀測到該衰變反應。這可能是來自鉝的同核異能素293bLv的衰變，或是293aLv的一條較罕見的衰變支鏈。這須進行進一步研究才能確認。
研究團隊在2005年4月至5月重複進行實驗，並探測到8個鉝原子。衰變數據證實所發現的同位素是293Lv。同時他們也通過4n通道第一次觀測到292Lv。
2009年5月，聯合工作組在報告中指明，發現了的鎶同位素包括283Cn。283Cn是291Lv的衰變產物，因此該報告意味著291Lv也被正式發現（見下）。
2011年6月11日，IUPAC證實了鉝的存在。

### 命名
鉝的原文名稱Livermorium（Lv），是IUPAC在2012年5月30日正式命名的。之前IUPAC根据系統命名法将之命名为Ununhexium（Uuh）。科學家通常稱之為“元素116”（或E116）。
此前鉝被提議以俄羅斯莫斯科州（Moscow Oblast）名为Moscovium，但由于元素114和116是俄罗斯和美国劳伦斯利福摩尔国家实验室研究人员合作的产物，而元素114已经根据俄罗斯的要求命名，因此元素116最后以实验室所在地美国利弗莫尔市（Livermore）命名为Livermorium（Lv）。
2012年6月2日，中华民国國家教育研究院的化學名詞審譯委員會將此元素暫譯為。
2013年7月，中華人民共和國全國科學技術名詞審定委員會通過以（读音同「立」）為中文定名。

## 同位素與核特性
目前已知的鉝的同位素共有5個，質量數为288及290-293，全部都具有極高的放射性，半衰期極短，極為不穩定。愈重的同位素穩定性愈高，因為它們更接近穩定島的中心，其中最長壽的同位素為鉝-293，半衰期為53毫秒，也是目前發現最重的鉝同位素。此外，未經證實的更重同位素鉝-294可能也具有較長的半衰期，約為54毫秒。

## 预测性质
由於鉝的生產極為昂貴且每次的產量皆極少，產出的鉝又會在極短時間內發生衰變，因此目前除了核特性外，尚未利用實驗測量過任何鉝或其化合物的化學屬性，只能通過理論來預測。

### 物理与原子性质
鉝是氧族元素，在元素周期表中位于氧、硫、硒、碲、钋之下。所有氧族元素都有六粒价电子，电子构型ns2np4。鉝预测也和其它氧族元素一样有六粒价电子，电子构型7s27p4，因此性质与较轻的同族元素相似。不过，由于鉝的电子速度比同族元素快，接近光速，因此变得明显的自旋-轨道作用会影响鉝的性质。它降低了鉝原子7s、7p电子能级的能量，使它们稳定，但有两个7p电子能级比另外四个更稳定。使7s电子变得稳定的现象叫惰性电子对效应，使7p电子能级分裂成较稳定与较不稳定部分的现象则叫亚层分裂。计算化学家把较稳定与较不稳定部分分别称为7p1/2和7p3/2。7p1/2电子能级会变成第二对惰性电子对，而7p3/2电子能级则可容易地参与化学反应。大部分理论预测都会把鉝的电子构型写成7s2
7p2
1/27p2
3/2，以显示7p电子能级的分裂。
鉝的惰性电子对效应应该比钋强，因此其+2氧化态会比+4氧化态稳定。鉝预测的电离能反映了这点，第三电离能（电离了惰性的7p1/2电子）会远高于第二电离能，而第五电离能也会远高于第四电离能。鉝的7s电子的稳定性将会使它无法达到+6氧化态。鉝的熔点和沸点预测会延续氧族元素的趋势，熔点比钋高，但沸点比钋低。它有与钋类似的α相和β相，密度预测比钋高（α-Lv 12.9 g/cm3，α-Po 9.2 g/cm3）。鉝的类氢原子（只剩一粒电子的原子，即Lv115+）中的电子速度极快，会由于相对论效应而有静止电子1.86倍的重量。作为比较，钋和碲的这个值分别是1.26和1.080。

### 化學屬性

#### 氧化態
鉝預計為7p系非金屬的第4個元素，並是元素週期表中16族（VIA）最重的成員，位於釙之下。尽管它是7p系元素中理论研究最少的，它的化学性质预测类似钋。這一族的氧化態為+VI，缺少d軌域，无法形成超价分子的氧除外。氧的最高氧化态只到 +2 ，存在于OF2（理论上存在的三氟𨦡的氧化态为 +4）硫、硒、碲及釙的氧化態都是+IV，穩定性由S(IV)和Se(IV)的還原性到Po(IV)的氧化性。Te(IV)是碲最穩定的氧化態。这表明了相对论效应，尤其是惰性电子对效应对元素性质的影响越来越大。因此，随着元素周期表中氧族元素的下降，较高氧化态的稳定性也跟着下降。 因此，鉝應有不稳定，有氧化性的+IV態，以及最穩定的+II態。同族其他元素亦能產生−II態，如氧化物、硫化物、硒化物、碲化物和釙化物。鉝的+2氧化态应该与铍和镁一样容易形成， 而+4氧化态只有在和电负性极高的基团反应才能得到，例如四氟化鉝 (LvF4)。鉝的 +6 氧化态应该不存在，因为7s轨道非常稳定，使得鉝可能只有四颗价电子。较轻的氧族元素可以形成−2氧化态，存在于氧化物、硫化物、硒化物、碲化物和钋化物中。由于鉝的 7p3/2 壳层变得不稳定，它的−2氧化态会非常不稳定。这使得鉝应该只能形成阳离子，尽管与钋相比，鉝更大的壳层和能量分裂会使得Lv2-的不稳定程度略低于预期。 

#### 化學特性
鉝的化學特性能從釙的特性推算出來。因此，它應在氧化後產生二氧化鉝（LvO2）。三氧化鉝（LvO3）也有可能產生，但可能性較低。在氧化鉝（LvO）中，鉝會展現出+II氧化態的穩定性。氟化後它可能會產生四氟化鉝（LvF4）和/或二氟化鉝（LvF2）。氯化和溴化後會產生二氯化鉝（LvCl2）和二溴化鉝（LvBr2）。碘對其氧化後一定不會產生比二碘化鉝（LvI2）更重的化合物，甚至可能完全不發生反應。
氢化鉝 (LvH2) 将会是最重的氧族元素氢化物，也是H2O、H2S、H2Se、H2Te和PoH2)的同系物。钋化氢比大部分金属氢化物共价，因为钋介于金属和类金属之间，还有一些非金属的性质。它的性质介于卤化氢，像是氯化氢（HCl）和金属氢化物，像是甲锡烷 (SnH4)之间。 氢化鉝将会继续这个趋势 。比起是一种鉝化物，它更可能是一种氢化物，不过它还是一种分子型化合物。 自旋-轨道作用会使Lv–H键比单纯靠元素周期律推测的长，也会使H–Lv–H的键角比预测的更大。从理论上讲，这是因为未被占用的8s轨道能量较低，并且可以与鉝的7p轨道发生轨道杂化。  这种现象被称为“超价轨道杂化”，  在周期表里并不少见。例如，分子型二氟化钙中的钙原子有4s和3d参与的轨道杂化。  鉝的二卤化物将会是直线形的，不过更轻的氧族元素的二卤化物是角形的。

## 外部連結
- 元素鉝在洛斯阿拉莫斯国家实验室的介紹（英文）
- —— 鉝（英文）
- 元素鉝在The Periodic Table of Videos（諾丁漢大學）的介紹（英文）
- 元素鉝在Peter van der Krogt elements site的介紹（英文）
- WebElements.com – 鉝（英文）